# Cotinus szechuanensis
Cotinus szechuanensis là một loài thực vật có hoa trong họ Đào lộn hột. Loài này được Pénzes mô tả khoa học đầu tiên năm 1958.